# Max Heinzer
Max Heinzer (n. 7 august 1987, Luzern, cantonul Lucerna, Elveția) este un scrimer elvețian specializat pe spadă, laureat pe bronz pe echipe la Campionatul Mondial din 2014 și cel din 2015, iar dublu campion european pe echipe în 2013 și 2014. A participat la Jocurile Olimpice din 2012, fiind învins în tabloul de 16 de venezuelanul Rubén Limardo, care a devenit campion olimpic în cele din urmă.

## Palmares
Clasamentul la Cupa Mondială
| An  | 2005 | 2006 | 2007 | 2008 | 2009 | 2010 | 2011 | 2012 | 2013 | 2014 | 2015 |
| --- | ---- | ---- | ---- | ---- | ---- | ---- | ---- | ---- | ---- | ---- | ---- |
| Loc | 176  | 176  | 116  | 71   | 30   | 10   | 8    | 2    | 3    | 8    | 2    |